# Грамматикати, Иван Николаевич
Грамматикати Иван Николаевич (5 [17] октября 1858, Ялта, Таврическая губерния — 3 [16] октября 1917, Томск) — российский врач, учёный-медик, специалист в области акушерства и гинекологии, заслуженный профессор, декан медицинского факультета и ректор Томского университета.

## Биография
Родился 5 (17) октября 1858 года в Ялте, в семье священника. Окончил Керченскую гимназию. В 1876 году участвовал в керченском пропагандистском кружке.
Для дальнейшей учёбы приехал в Санкт-Петербург, где поступил в Медико-хирургическую академию. Участвовал в демонстрации на Казанской площади 6 декабря 1876 года и был арестован. Содержался под стражей три недели. Уголовное дело было прекращено по высочайшему повелению, с оставлением его под негласным надзором полиции.
В 1881 году с отличием окончил академию и начал работать ассистентом в академической акушерской клинике у К. Ф. Славянского. До 1883 года служил в русской армии — младший врач 25-го пехотного Смоленского полка, младший врач управления летучих артиллерийских парков Варшавского военного округа.
С 1883 года — врач-акушер Гаванского бесплатного родильного приюта при Покровской общине сестер милосердия под покровительством великой княгини Александры Петровны. В том же году стал ассистентом в Клиническом военном госпитале.
Доктор медицины с 1883 года за диссертацию «Материалы к учению об обмене веществ в первые дни послеродового периода».
В 1885 году по семейным обстоятельствам перешёл в медицинский департамент Министерства внутренних дел, сверхштатным младшим медицинским чиновником. В 1886—1888 годах заведовал гинекологическим отделением Александровской губернской земской больницы Саратова; был секретарём Саратовского физико-математического общества. Вёл активную научную и преподавательскую работу.
В 1888 году возвратился в Санкт-Петербург, где стал сотрудником акушерской клиники при Военно-медицинской академии. В 1888 году получил в академии звание приват-доцента. Стал одним из организаторов Акушерско-гинекологического общества, наладившего, в частности, издание отечественной литературы по акушерству и гинекологии.
В 1891 году переехал в Томск; экстраординарный, а с 1893 года — ординарный профессор кафедры акушерства и гинекологии Томского университета; с 1895 года — член правления университета. Действительный статский советник (1899). Основал акушерско-гинекологический музей, а в 1905 году — Акушерско-гинекологическое общество, председателем которого был до своей кончины и которому подарил свою библиотеку. По его инициативе была перестроена клиника, а в 1908—1915 годах к главному зданию факультетской клиники были пристроены два каменных двухэтажных корпуса для терапевтической, гинекологической, хирургической, детской и нервной клиник, оборудован каменный с подвальным этажом корпус для акушерского отделения. С 1891 года состоял членом хозяйственного клинического совета при Томском университете, в 1906—1915 годах — председатель Совета.
В 1910 году вышел в отставку за выслугой лет с сохранением звания профессора. Продолжил работу в университете. В 1916 году ему присвоили звание заслуженного ординарного профессора. Неоднократно временно исполнял обязанности декана медицинского факультета. С 29 октября 1916 года по 23 марта 1917 года был ректором Томского университета. Освобожден от обязанностей ректора по состоянию здоровья.
Умер 3 (16) октября 1917 года от приступа стенокардии после большого трудового операционного дня. Похоронен на кладбище женского Иоанно-Предтеченского монастыря (ныне не существует).

## Педагогическая работа
Читал курсы:
- акушерство с включением патологии беременности и послеродового периода;
- основы оперативного акушерства;
- женские болезни.

## Память
В Киеве на средства студентов в одном из полевых госпиталей учреждена койка им. Грамматикати.

## Врачебная деятельность
Разработал способ лечения воспаления матки систематическими внутриматочными впрыскиваниями подалумноловой смеси («способ профессора Грамматикати»). Совместно с профессором П. И. Тиховым предложил операцию в случаях запущенного рака матки. Внес вклад в теорию и практику кесаревого сечения. Разработал способ лекарственного лечения эклампсии, улучшена методика операции по пересадке мочеточников и другие.
Занимался также изучением сибирских курортов. В 1916 году участвовал в работе комиссии, созданной по инициативе совета Томского университета для обследования курортных местностей Сибири, отметившей большой потенциал бальнеологических богатств Сибири и постановившей о необходимости создания бальнеологического института.
Поддерживал международные контакты, неоднократно (в 1893, 1897, 1899, 1901, 1907, 1910, 1911 и 1914 годах) выезжал за границу и был в курсе всех мировых научных достижений. В качестве делегата участвовал в работе XIV Международного съезда врачей в Мадриде (1903), XV международного медицинского конгресса в Лиссабоне (1906), V международного акушерско-гинекологического конгресса в Петербурге (1906), XVI международного конгресса врачей в Будапеште (1909) и др.
Член Петербургского акушерско-гинекологического общества и один из авторов издававшегося обществом «Журнала акушерства и женских болезней». Состоял членом медицинской испытательной комиссии при российских университетах — Томском, Казанском, Киевском Святого Владимира и Новороссийском (в Одессе). С 1893 года был членом совета сиропитательного приюта, учрежденного в Томске Ф. Х. Пушниковым. Входил в состав правления Общества борьбы с детской смертностью.

## Общественная деятельность
Входил в состав комиссии по пересмотру университетского устава (1901).
Внес в кассу Томского акушерско-гинекологического общества 100 рублей и учредил «в премию за предоставленное в течение года кем-нибудь из врачей или студентов медицины научное сочинение по акушерству и гинекологии».
На средства купца А. Е. Кухтерина поинициативе Грамматикати в 1895 году в Томске на Раскате был построен каменный дом, где разместился родильный приют. Затем, в течение многих лет, Грамматикати давал деньги на его содержание. Кроме этого, им в 1899 году была основана акушерская школа. Роддом и курсы просуществовали более 15 лет до открытия в Томске государственной акушерско-фельдшерской школы.
Был церковным старостой клинической Святого Пантелеймона церкви Томского университета (с 1904 г.). Избирался в состав Томской городской думы. Являлся почетным мировым судьей Томского окружного суда (1909—1917 гг.). В 1905 году вступил в партию октябристов («Союз 17-го октября»).
Во время Февральской революции 1917 года большинство профессорско-преподавательского состава Университета поддержало Временное правительство, в адрес которого была направлена приветственная телеграмма. Принятыми мерами активное участие студентов в митингах и сходках в первые дни Революции удалось прекратить и вернуться к нормальному учебному процессу. Сохранялось действие университетского устава 1884 года.

## Адреса в Томске
Грамматикати принадлежал дом № 6 по Буткеевской улице (в настоящее время — улица Усова).

## Семья
- Жена — Александра Карловна (урождённая Сильверсен, 1857—?).
  - Дочь — Ксения (1885—?) подавала заявление на Московские высшие женские курсы по Естественному и Медицинскому отделениям[1]. Замужем (с 18.07.1914) за Михаилом Иосифовичем Гуревичем. Разведены в 1925 году.
  - Сын — Евгений (1888—1934) — учился в Катковском лицее (вып. 1907 — с отличием), затем (1910—1912) в Сорбонне и Кембридже, служил в Министерстве иностранных дел России. В 1913 году — секретарь Российской миссии в Монголии. С 1922 года жил в Китае. В 1924 году эмигрировал в Сан-Франциско. Учился в Калифорнийском университете. Похоронен на кладбище Маунт Оливет (США).

## Награды и звания
- орден Святого Станислава I ст. (1912)
- орден Святого Владимира III ст. (1909)
- орден Святой Анны II ст. (1904)
- орден Святого Станислава II ст. (1895)
- орден Святого Станислава III ст. (1890)
- серебряная медаль в память царствования Императора Александра III
- светло-бронзовая медаль в память 300-летия царствования дома Романовых.
- серебряная медаль и премия Ильинского.
- почётный диплом на Всемирном гинекологическом конгрессе.
- почётный член Бельгийского акушерско-гинекологического общества (1914).